# کالنگتسا (شهرستان لسکو)
کالنگتسا (به لهستانی:  Kalnica) یک روستا در لهستان است که در گمینا چیسنا واقع شده‌است. کالنگتسا  ۱۴۲ نفر جمعیت دارد.